# Dendrolycosa gitae
Espèce
Synonymes
- Pisaura gitae Tikader, 1970

Dendrolycosa gitae est une espèce d'araignées aranéomorphes de la famille des Pisauridae.

## Distribution
Cette espèce est endémique d'Inde. Elle se rencontre au Bengale-Occidental, au Sikkim, en Assam, au Kerala et aux îles Andaman.

## Description
La femelle holotype mesure 9,20 mm.
Le mâle décrit par Dhali, Saha et Raychaudhuri en 2017 mesure 3,62 mm.

## Publication originale
- Tikader, 1970 : Spider fauna of Sikkim. Records of the Zoological Survey of India, vol. 64, p. 1-83.